# Elena Pricop
Elena Pricop (ur. 4 czerwca 1952) – rumuńska florecistka, brązowa medalistka mistrzostw świata. 
Podczas mistrzostw świata w Budapeszcie w 1975 roku Rumunki w składzie: Ana Pascu, Ecaterina Stahl, Suzana Ardeleanu, Magdalena Bartoș i Elena Pricop zdobyły brązowy medal w zawodach drużynowych. Był to jedyny medal Pricop wywalczony w zawodach tego cyklu.
Nigdy nie wzięła udziału w igrzyskach olimpijskich.